# Barabás János (politikus)
Barabás János László (Budapest, 1947. június 25.) politikus, a Magyar Szocialista Munkáspárt, majd a Magyar Szocialista Párt egyik vezetője.

## Élete
Apja, Barabás Endre a Magyar Vöröskereszt főelőadójaként dolgozott, anyja, Frank Magdolna utolsó munkahelye a Városépítési és Tudományos Tervező Intézet volt, ahol a gazdasági főigazgatói posztot töltötte be. 
Általános és középiskolai tanulmányait Budapesten végezte. 1965-ben érettségizett a Kölcsey Ferenc Gimnáziumban, ősztől a Borsod-Abaúj-Zemplén megyei Megyaszón vállalt képesítés nélküli tanítói állást. 1966-tól a Bárczi Gusztáv Gyógypedagógiai Tanárképző Főiskolán tanult. Diákévei alatt a Magyar Kommunista Ifjúsági Szövetség főiskolai szervezetének titkára volt, a Magyar Szocialista Munkáspártba 1969-ben vették fel. 
Gyógypedagógiai tanári oklevele 1970. évi megszerzése után a KISZ Budapesti Bizottsága függetlenített politikai munkatársaként indult pályafutása. 1971. áprilistól az Országos Ifjúságpolitikai és Oktatási Tanács főelőadója volt, 1971. decembertől a KISZ Központi Bizottsága Egyetemi és Főiskolai Osztályát vezette. 1974. februárban a KISZ KB egyik titkárává választották, e tisztében tagja lett a KB Agitációs és Propaganda Bizottságának, valamint az 1974. júliusban felállított Országos Közművelődési Tanácsnak. 1975-ben az Eötvös Loránd Tudományegyetem Bölcsészettudományi Karának szociológia szakán újabb diplomát szerzett.
1979. októberben miniszterhelyettesi besorolással kinevezték a Minisztertanács Állami Ifjúsági Bizottságának titkárává, így tagságot kapott a KB Ifjúsági Bizottságában is. 1982 őszén az Agitációs és Propaganda Osztály helyettes vezetőjeként bekerült a pártközpontba. 1988. augusztus végén az MSZMP Budapesti Bizottsága ideológiai titkárává választották. A következő évben a Szovjetunió Kommunista Pártja KB Társadalomtudományi Akadémiáján disszertációja megvédésével elnyerte a politikatudományok kandidátusa tudományos fokozatot.
1989. áprilisban beválasztották az MSZMP KB-ba, amelynek 1989. június 23–24-i ülésén ideológiai KB-titkár és a Politikai Bizottság helyett akkor megalakított 21 fős Politikai Intéző Bizottság tagja lett, júliusban Berecz Jánostól átvette a KB Társadalompolitikai Bizottságának elnöki tisztét is (1988. decembertől már a testület, 1988. szeptembertől pedig elődje, az Agitációs és Propaganda Bizottság tagja volt). Részt vett az MSZMP XIV. kongresszusának (1989. október 6–7.) előkészítésében, s csatlakozott a volt állampárt jogutódaként ott életre hívott Magyar Szocialista Párthoz; később a párt országos választmányi tagja, Budapest XII. kerületi elnökségi tagja lett.
A rendszerváltozás után az üzleti életben helyezkedett el: 1990–1994-ben az Intercontact Kft. nevű magyar–kanadai tanácsadó vállalat résztulajdonosa és ügyvezetője, 1994–1999 között az olasz többségi tulajdonú Ganz-Ansaldo Villamossági Rt. igazgatóságának elnöke, illetve 1996–1999-ben a Caola Kozmetikai Rt. igazgatóságának alelnöke, 1999-től a Transelektro Rt. elnöki főtanácsadója volt. 2002-től a Hungexpo Vásár és Reklám Zrt.-nél tölt be vezető pozíciókat (vezérigazgató, az igazgatóság alelnöke, elnöke). Mindezek mellett 2004 és 2010 között a Szerencsejáték Rt. felügyelő bizottságának elnökeként, 2006 és 2010 között pedig a Miniszterelnöki Hivatal főtanácsadójaként is működött.

## Művei
- Béke és leszerelés. Ifjúsági Lapkiadó Vállalat, Budapest, 1983.